# Porthidium hespere
La nauyaca nariz de cerdo de Tecomán (Porthidium hespere) es una especie de serpiente perteneciente a la familia Viperidae. El nombre de la especie proviene del griego hesperos que significa el oeste refiriéndose a la distribución de la especie en el occidente de México.

## Clasificación y descripción
Porthidium hespere permanece conocida solamente por dos hembras de diferentes localidades, las cuales son víboras de foseta moderadamente robustas y terrestres que alcanzan una longitud de 31,5 y 57,9 cm. El dorso de la cabeza es uniformemente rosado. Una raya postocular café se extiende desde detrás del ojo a través de al ángulo posterior de la mandíbula. Una línea vertebral delgada color café dorado se extiende desde la nuca hasta la cola. A cada lado de la línea vertebral están 17 manchas color café verdoso arregladas alternadamente u opuestas la una de la otra. Las marcas dorsales están conectadas formando un patrón de zigzag sobre casi todo el dorso. La región gular es blanca con algunas motas oscuras. Motas color café verdoso están presentes en las escamas mental y en las infralabiales 1, 5, 6, 9 y 10. El vientre es color rosa pálido anteriormente tornándose color salmón posteriormente. La vista ventral de la cola es amarillo con un punteado denso color negro en los bordes laterales de las subcaudales. El iris es color bronce con motas negras.

## Distribución
Oeste de México. Esta especie era conocida por muchos años solamente de la localidad tipo, 19,2 km al noreste de Tecomán, municipio de Ixtlahuacán, Colima.
Recientemente P. hespere fue descubierta en la Planicie Costera del Pacífico de Michoacán en Playa Colola a unos 95 km de la localidad tipo.

## Hábitat
Habita en el bosque tropical caducifolio.

## Estado de conservación
Se encuentra catalogada como datos insuficientes (DD) en la IUCN, mientras que esta bajo protección especial en la NOM-059-SEMARNAT.

## Otras lecturas
- Campbell, J.A. 1976. A New Terrestrial Pit Viper of the Genus Bothrops (Reptilia, Serpentes, Crotalidae) from western Mexico. J. of Herpetology 10: 151-160. (Bothrops hesperis)